# Sphaeradenia rhodocephala
Sphaeradenia rhodocephala är en enhjärtbladig växtart som först beskrevs av Gunnar Wilhelm Harling, och fick sitt nu gällande namn av Gunnar Wilhelm Harling. Sphaeradenia rhodocephala ingår i släktet Sphaeradenia och familjen Cyclanthaceae. Inga underarter finns listade.